# Paul Lucas (généalogiste)
Cet article concerne le généalogiste Paul Lucas. Pour l'auteur des Voyages de Paul Lucas au Levant, voir Paul Lucas (voyageur).
Paul Lucas, dit le père Simplicien (1683-1759), est un savant généalogiste français.
Religieux de l'ordre des Augustins déchaussés, au couvent des Petits-Pères à Paris, il collabora avec le Père Ange de Sainte-Rosalie à la révision et l'augmentation de la monumentale Histoire généalogique de la maison de France du Père Anselme, après la mort de son auteur.
C'est le père Simplicien qui publia ce travail révisé en 1726, à la suite du brusque décès du père Ange de Sainte-Rosalie.